# Piorunów (województwo łódzkie)
Piorunów – wieś w Polsce położona w województwie łódzkim, w powiecie łaskim, w gminie Wodzierady.
W latach 1975–1998 miejscowość położona była w województwie sieradzkim.

## Historia
Pierwsza pisana wiadomość o istnieniu wsi pochodzi z 1390. Na cmentarzu w pobliskim Małyniu znajduje się płyta wykonana przez kamieniarza o nazwisku Greulich (?) na grób Leona Dorszyńskiego (zm. 1898) – właściciela Piorunowa. W okresie przed II wojną światową wieś należała do rodziny Niemyskich. Leon Niemyski (właściciel fabryki skór zamszowych na warszawskim Powiślu) kupił ten majątek w 1917, a w 1925 jego syn Lucjan Niemyski wybudował istniejący do dziś dwór. Bywała tutaj często w odwiedzinach u właścicieli majątku Maria Dąbrowska. Leon Niemyski był fabrykantem, ale i wydawcą i współredaktorem pisma "Ogniwo" (1902–1905). Zaprzyjaźnił się wtedy ze Stanisławem Stempowskim – pisarzem, bibliotekarzem, wielkim mistrzem polskiej loży masońskiej, a zarazem wieloletnim towarzyszem życia Marii Dąbrowskiej. Z "Dzienników" M. Dąbrowskiej wynika, że do Piorunowa po raz pierwszy przyjechała 14 kwietnia 1927. W 1928 gościli tam (Dąbrowska ze Stempowskim) od 21 do 27 grudnia. Pisarka pracowała wtedy nad powieścią "Noce i dnie". Postaciom powieści, Barbarze Niechcicowej i Lucjanowi Kociełłowi, nadała imiona właścicieli Piorunowa. Kolejny raz odwiedziła Piorunów w październiku 1933. Wtedy pisała IV tom powieści "Noce i dnie". Poczynione w Piorunowie obserwacje wykorzystała w powieści. Razem opracowała tu 7 rozdziałów tej powieści.
Na terenie Piorunowa znajdują się liczne stawy hodowlane, znajdujące się obecnie w rękach różnych prywatnych właścicieli. Dawniej około 25 hektarów stawów należało do właścicieli majątku. Rosły na nich piękne grzybienie północne, o których pisarka również wspomniała w powieści, kiedy to Tolibowski zrywał je dla Barbary. Ostatni jej pobyt w Piorunowie przypadł w czerwcu 1939. W czasie wojny, Niemcy usunęli Niemyskich z Piorunowa. Zamieszkali w Podkowie Leśnej i wspomagali pisarkę w potrzebach dnia codziennego. Spadkobiercy majątku w Piorunowie mieszkają do tej pory w Warszawie. Po wojnie dwór przez wiele lat był użytkowany przez PGR, w połowie lat siedemdziesiątych zorganizowano tu ośrodek kolonijny Komendy Wojewódzkiej MO w Sieradzu. W 1994 dwór zakupiła osoba prywatna. Potem stał się własnością banku. W 2003 kupił go obecny właściciel i odrestaurował.
W sąsiedztwie pałacu w Piorunowie znajduje się łowisko dla wędkarzy "Amur" obejmujące dwa stawy przy zabytkowym młynie. Interesującym obiektem przyrodniczym w tym nadzwyczaj urokliwym zakątku, jest stuletnia wierzba o obwodzie pnia ok. 6 m. Przyjeżdżający tu m.in. z Łodzi, Łasku, Konstantynowa i okolic Piorunowa wędkarze, mogą tu złowić karpie, amury, liny, sumy, tołpygi i karasie. Ryby z tych stawów cechuje niepowtarzalny smak, dzięki czystej wodzie rzeki Pisi, płynącej przez Piorunów.
Rok 2010
Latem 2010 "Pałac Piorunów " stał się miejscem, w którym były kręcone sceny do filmu "Weekend" w reżyserii Cezarego Pazury.